# Старе Село (Сарненський район)
Старе́ Село́ — село в Україні, центр Старосільської сільської громади Сарненського району Рівненської області, до 2018 центр сільської ради. 17 травня 2018 року увійшло до складу Старосільської сільської громади. Населення становить 2880 осіб. Село розташоване на півночі району.

## Географія
Сусідні населені пункти:
Фізична відстань до Рокитного — 35,7 км, до Києва — 249 км.
| Клімат Старого Села     | Клімат Старого Села | Клімат Старого Села | Клімат Старого Села | Клімат Старого Села | Клімат Старого Села | Клімат Старого Села | Клімат Старого Села | Клімат Старого Села | Клімат Старого Села | Клімат Старого Села | Клімат Старого Села | Клімат Старого Села | Клімат Старого Села |
| Показник                | Січ.                | Лют.                | Бер.                | Квіт.               | Трав.               | Черв.               | Лип.                | Серп.               | Вер.                | Жовт.               | Лист.               | Груд.               | Рік                 |
| Середній максимум, °C   | −2,7                | −1,4                | 3,4                 | 12,5                | 19,4                | 23,0                | 23,9                | 23,2                | 18,4                | 11,8                | 4,6                 | −0,1                | 11,3                |
| Середня температура, °C | −5,7                | −4,7                | −0,3                | 7,6                 | 13,8                | 17,5                | 18,6                | 17,7                | 13,4                | 7,8                 | 2,1                 | −2,6                | 7,1                 |
| Середній мінімум, °C    | −8,7                | −7,9                | −3,9                | 2,8                 | 8,3                 | 12,1                | 13,3                | 12,3                | 8,4                 | 3,8                 | −0,4                | −5,1                | 2,9                 |
| Норма опадів, мм        | 37                  | 30                  | 30                  | 44                  | 57                  | 91                  | 85                  | 66                  | 57                  | 44                  | 43                  | 43                  | 627                 |
| ----------------------- | ------------------- | ------------------- | ------------------- | ------------------- | ------------------- | ------------------- | ------------------- | ------------------- | ------------------- | ------------------- | ------------------- | ------------------- | ------------------- |
| Джерело:                |                     |                     |                     |                     |                     |                     |                     |                     |                     |                     |                     |                     |                     |

## Населення
Станом на 1989 рік у селі проживали 2278 осіб, серед них — 1067 чоловіків і 1211 жінок.
За даними перепису населення 2001 року у селі проживали 2880 осіб.
Рідною мовою назвали:
| Мова       | Кількість осіб | Відсоток |
| ---------- | -------------- | -------- |
| українська | 2853           | 99,06 %  |
| білоруська | 20             | 0,69 %   |
| російська  | 6              | 0,21 %   |
| інші       | 1              | 0,04 %   |

## Політика
На виборах у селі Старе Село працює окрема виборча дільниця, розташована в приміщенні будинку культури. Результати виборів:
- Парламентські вибори 2002: зареєстровано 1596 виборців, явка 78,95 %, найбільше голосів віддано за Блок Віктора Ющенка «Наша Україна» — 49,37 %, за Блок Юлії Тимошенко — 10,79 %, за виборчий блок політичних партій «За єдину Україну!» — 10,79 %. В одномандатному окрузі найбільше голосів отримав Полюхович Іван Павлович (Блок Віктора Ющенка «Наша Україна») — 34,21 %, за Абдулліна Олександра Рафкатовича (Демократична партія України — партія «Демократичний союз») — 27,38 %, за Вдовиченка Віктора Володимировича (самовисування) — 11,75 %[8].
- Вибори Президента України 2004 (перший тур): 1475 виборців взяли участь у голосуванні, з них за Віктора Януковича — 45,29 %, за Віктора Ющенка — 42,51 %, за Петра Симоненка — 2,92 %[9].
- Вибори Президента України 2004 (другий тур): 1396 виборців взявли участь у голосуванні, з них за Віктора Ющенка — 62,25 %, за Віктора Януковича — 34,96 %[10].
- Вибори Президента України 2004 (третій тур): зареєстровано 1683 виборці, явка 83,84 %, з них за Віктора Ющенка — 62,58 %, за Віктора Януковича — 33,88 %[11].
- Парламентські вибори 2006: зареєстровано 1747 виборців, явка 77,28 %, найбільше голосів віддано за Блок Юлії Тимошенко — 35,48 %, за Партію регіонів — 32,15 %, за Блок Наша Україна — 8,52 %[12].
- Парламентські вибори 2007: зареєстровано 1803 виборці, явка 65,39 %, найбільше голосів віддано за Блок Юлії Тимошенко — 43,94 %, за Партію регіонів — 34,52 %, за Блок «Наша Україна — Народна самооборона» — 8,40 %[13].
- Вибори Президента України 2010 (перший тур): зареєстрований 1879 виборців, явка 75,41 %, найбільше голосів віддано за Юлію Тимошенко — 40,44 %, за Віктора Януковича — 28,86 %, за Володимира Литвина — 13,41 %[14].
- Вибори Президента України 2010 (другий тур): зареєстровано 1879 виборців, явка 78,55 %, з них за Юлію Тимошенко — 59,15 %, за Віктора Януковича — 38,08 %[15].
- Парламентські вибори 2012: зареєстровано 2025 виборців, явка 59,16 %, найбільше голосів віддано за Всеукраїнське об'єднання «Батьківщина» — 38,81 %, за Партію регіонів — 35,64 % та партію «УДАР» — 9,93 %[16]. В одномандатному окрузі найбільше голосів отримав Сорока Микола Петрович («Партія регіонів») — 42,94 %, за Кошина Сергія Мефодійовича (Всеукраїнське об'єднання «Батьківщина») — 35,84 %, за Кушніра Миколу Захаровича («УДАР») — 8,79 %[17].
- Вибори Президента України 2014: зареєстровано 2110 виборців, явка 60,05, з них за Юлію Тимошенко — 51,30 %, за Петра Порошенка — 17,60 %, за Олега Ляшка — 10,73 %[18].
- Парламентські вибори в Україні 2014: зареєстровано 2133 виборці, явка 46,04 %, найбільше голосів віддано за Всеукраїнське об'єднання «Батьківщина» — 35,23 %, за Блок Петра Порошенка — 17,72 % та Радикальну партію Олега Ляшка — 11,41 %.[19] В одномандатному окрузі найбільше голосів отримав Василь Яніцький (Блок Петра Порошенка) — 36,66 %, за Василя Берташа (самовисування) проголосували 17,52 %, за Віктора М'ялика (самовисування) — 15,17 %[20].
- Вибори Президента України 2019 (перший тур): зареєстровано 2381 виборець, явка 60,81 %, найбільше голосів віддано за Юлію Тимошенко — 37,78 %, за Олега Ляшка — 18,85 %, за Володимира Зеленського — 15,68 %[21].
- Вибори Президента України 2019 (другий тур): зареєстровано 2385 виборців, явка 52,24 %, найбільше голосів віддано за Володимира Зеленського — 64,29 %, за Петра Порошенка — 33,79 %[22].

## Культура

### Фольклор
Святкування Івана Купала у селі супроводжується збиранням ягід і «зілля».

## Соціальна сфера
У селі є школа, відкрита у 1966 році, де навчається 770 учнів, працює 74 вчителі. Планувалось відкриття пункту спрощеного перетину українсько-білоруського кордону, на що, однак, не погодилась білоруська сторона.

## Пам'ятки
У селі розташований пам'ятник жертвам нацизму.

## Відомі люди
- Сулковський Павло Гнатович (1954) — народний депутат України 4, 5 та 6 скликань, член Партії регіонів.

## Цікаві факти
11 мешканок села мають почесне звання «Мати-героїня».